# Hispano-Suiza 18R
L'Hispano-Suiza 18R est un moteurs à piston dix-huit cylindres en W à refroidissement liquide de haute performance. Ce moteur développé par la société Hispano-Suiza en vue d'une utilisation dans les courses d'avions fut construit en France au cours de la seconde moitié des années 1920.

## Conception et développement
Après avoir échoué à concourir au Trophée Schneider durant plusieurs années, le Ministère de l'Air français décida de participer à la course de 1929. Deux entreprises furent chargées de la conception et de la construction des hydravions pour rivaliser avec ceux de l'Italie et de la Grande-Bretagne. Ainsi furent développés le Nieuport-Delage NiD.450 et le Bernard H.V-120, qui devaient être motorisés par un bloc spécialement développé par Hispano-Suiza, le moteur 18R.
Hispano-Suiza décida de créer ce moteur à partir de trois moteurs six cylindres Hispano-Suiza 12Nb avec un vilebrequin commun et un seul carter moteur. Les trois moteurs étaient fixés à un angle de 80° les uns des autres. En conservant les 150 mm d'alésage et 170 mm de course du 12Nb, le 18R avait un taux de compression supérieur, passant de 6.25:1 à 10:1 pour une cylindrée totale de 54,075 litres. Chaque cylindre possédait deux soupapes actionnées par l'arbre à cames. Chaque duo de bougies par cylindre était positionné perpendiculairement au cylindre mais sur les côtés opposés au niveau de la chambre de combustion. L'allumage des bougies étaient confié à des magnétos placées à l'arrière du moteur. L'alimentation en carburant se faisait au moyen de neuf carburateurs double corps, chacun d'eux alimentant deux cylindres.
La construction du 18R faisait en grande partie appel à de l'Élektron, un alliage de magnésium, notamment pour les composants du bâti, et des aciers à haute résistance pour les pièces très sollicitées comme le vilebrequin. Communs à plusieurs moteurs en ligne et en étoile, les pistons étaient reliés au vilebrequin via des bielles maîtresses et des biellettes ; le banc de cylindres du milieu était relié à la bielle maîtresse où s'articulaient les biellettes des deux autres bancs. Le 18R était disponible avec ou sans réducteur de vitesse Farman (couple conique planétaire).
Les problèmes de développement retardèrent énormément la mise en production du moteur. Le premier moteur d'entraînement fut ainsi livré à Nieuport-Delage en octobre 1929, soit un mois après la course de 1929 de la Coupe Schneider. Finalement et malgré les efforts dans son développement, le 18R s'avéra peu fiable et incapable d'atteindre le niveau de puissance espéré.
Les mauvaises performances du 18R incitèrent à développer le 18S, une version retravaillée en vue d'un usage commercial. Le taux de compression fut réduit à 6.2:1, le régime maximum à 2 000 tr/min et l'Électron fut remplacé par un alliage d'aluminium. Le 18S était disponible avec réducteur Farman (18Sbr) ou sans réducteur (18Sb) mais il ne rencontra pas vraiment de succès. Sa seule utilisation fut sur le dernier des avions Ford 14A Trimoteur monté dans le pylône de la nacelle centrale. Malheureusement l'avion ne parvint jamais à décoller et fut mis au rebut.

## Historique opérationnel
Les 18R et 18S ne connurent aucun succès, motorisant seulement quatre types d'aéronefs avec de très petits chiffres de production. Ce moteur se révéla en outre totalement surclassé par les moteurs de course comme le Rolls-Royce R qui équipait la famille des hydravions Supermarine S.6.

## Variantes
- 18R : moteur original de course avec taux de compression de 10:1, avec ou sans réducteur Farman.
- 18Sb : Version déclassée du 18R. Taux de compression de 6.2:1, version commerciale sans réducteur Farman.
- 18Sbr : 18Sb avec réducteur Farman.

## Applications
- Nieuport-Delage NiD.450
- Nieuport-Delage NiD.650 (conversion à partir des 2 NiD.450)
- Bernard H.V-120
- Bernard V-4 (conversion terrestre du H.V-120-01)
- Ford 14A

## Moteurs préservés
Un moteur Hispano-Suiza 18Sbr est conservé au Musée de l'Air et de l'Espace, au Bourget, France.